# Sălcioara (Ialomița)
Sălcioara es una comuna ubicada en el distrito de Ialomița, Rumania.

## Superficie
Cuenta con una superficie de 59,34 kilómetros cuadrados.

## Demografía
Hasta 2021 la población era de 2050 habitantes, con una densidad de población de 34,55 habitantes por kilómetro cuadrado.